# The Last Ship (seizoen 4)
Dit artikel vat het vierde seizoen van The Last Ship samen. Dit seizoen liep van 20 augustus 2017 tot en met 8 oktober 2017 en bevatte tien afleveringen.

## Rolverdeling

### Hoofdrolspelers
- Eric Dane – als Commandant Tom Chandler
- Adam Baldwin – als tweede commandant Mike Slattery
- Charles Parnell – als hoofdmatroos Russell "Russ" Jeter
- Kevin Michael Martin – als matroos Miller
- Travis Van Winkle – als luitenant Danny Green
- Marissa Neitling – als luitenant Kara Foster
- Jocko Sims – als luitenant Carlton Burk
- Michael Curran-Dorsano – als luitenant John "Gator" Mejia
- Christina Elmore – als luitenant Alisha Granderson
- Jodie Turner-Smith - sergeant Azima Kandie
- Ben Cho – als brandweerman Carl Nishioka
- Bren Foster – als hoofd officier Wolf "Wolf-Man" Taylor
- Adam Irigoyen - Ray
- Bridget Regan - Sasha Cooper
- Jade Chynoweth - Kathleen Nolan
- Jonathan Howard - Fletcher
- Jackson Rathbone - Giorgio
- Sibylla Deen - Lucia
- Peter Weller - dr. Paul Vellek

### Terugkerende rollen
- Maximiliano Hernández – als hoofd ziekenboeg "Doc" Rios
- Cameron Fuller - Wright
- Amen Igbinosun - Bernie 'Bacon' Cowley
- Nicole Pettis - OOD LTJG Stewart
- Wiley M. Pickett - Rodney Poynter
- Christos Vasilopoulos - Stavros Diomedes
- Drew Roy - Christos
- Ritu Lal - Adrienne Rain
- Anthony Azizi - Omar
- George Georgiou - kapitein Harry Sinclair
- Ben Turner Dixon - HM1 Heggen
- John Hennigan - Ares

## Afleveringen
| Nr. | Aflevering | Titel                    | Regisseur    | Schrijver(s)                          | Selectie gastrollen | Uitzenddatum      |  |
| --- | ---------- | ------------------------ | ------------ | ------------------------------------- | --- | ----------------- |  |
| 37 | 1          | In Medias Res            | Paul Holahan | Steven Kane                           | Michael Curran-Dorsano - Gator LaMonica Garrett - luitenant Cameron Burk Anthony Skordi - Alex                                           | 20 augustus 2017  |  |
| Zestien maanden na het stoppen van de staatsgreep, zoekt de Nathan James naar zaden met de bestandsdelen tegen het nieuwe opkomende virus dat de fauna wereldwijd bedreigd. Ondertussen vraagt iedereen zich af waar Tom Chandler zit, die een anoniem leven wil opbouwen in Griekenland. |            |                          |              |                                       | |                   |  |
| 38 | 2          | The Pillars of Hercules  | Reza Tabrizi | Onalee Hunter                         | Paul James - O'Connor Emerson Brooks - kapitein Joseph Meylan Michael Curran-Dorsano - Gator                                             | 20 augustus 2017  |  |
| De Nathan James zet koers naar een locatie waar de gezochte zaden bevindt, maar daar worden zij overvallen in een hinderlaag. Ondertussen raakt Chandler betrokken in een vechtclub van een bende.                                                                                        |            |                          |              |                                       | |                   |  |
| 39 | 3          | Bread and Circuses       | Bobby Roth   | Ira Parker                            | Kenzo Cervoni - kind Marcello De Nardo - Andolini Bruno Fracassa - dronken man Gloria Laino - Djamila Zeddam                             | 27 augustus 2017  |  |
| De zoektocht leidt de bemanning van de Nathan James naar een vreemde plaats van rijkdom en geweld, en waar zij een onverwachte bondgenoot ontmoeten. |            |                          |              |                                       | |                   |  |
| 40 | 4          | Nostos                   | Kenneth Fink | Jill Blankenship                      | Jack Fisher - Lucas Slattery Cleo Fraser - Hannah Slattery Ele Keats - Christine Slattery Maria Cristina Heller - Luisa                  | 3 september 2017  |  |
| Chandler en zijn team van de Nathan James beginnen een zoektocht naar de vermiste Slattery, en dit terwijl zij aan elke zijde aangevallen worden door hun vijand. Slattery wordt ondertussen overvallen door hallucinaties over zijn verleden.                                            |            |                          |              |                                       | |                   |  |
| 41 | 5          | Allegiance               | Steven Kane  | Michael Sussman                       | Ella Arro - Fatima Jack Fisher - Lucas Slattery Kareem Hesri - Walid Reem Kadem - Nasim Rita Khori - Senna                               | 10 september 2017 |  |
| De bemanning van de Nathan James keert terug van hun laatste missie, en ontvangen dan een verdachte oproep van een vissersboot. Ondertussen moet Chandler omgaan met de gemengde gevoelens van zijn bemanning na zijn terugkeer op zijn schip.                                            |            |                          |              |                                       | |                   |  |
| 42 | 6          | Tempest                  | Peter Weller | Katie Swain                           | Paul James - O'Connor Costas Mandylor - viceadmiraal Demetrius Kareem Hesri - Walid Reem Kadem - Nasim                                   | 17 september 2017 |  |
| Terwijl dr. Paul Vellek en zijn bondgenoten de Nathan James nadert voor een gevecht, stuurt de bemanning hun schip een storm in om hieraan te ontsnappen. Ondertussen zet Fletcher zijn plan in werking.                                                                                  |            |                          |              |                                       | |                   |  |
| 43 | 7          | Feast                    | Bill Roe     | Hiram Martinez                        | Ritu Lal - Adrienne Rain Angelos Poulis - angstige gast Karibel Rodriguez - Ella Ruiz                                                    | 24 september 2017 |  |
| De Nathan James zoekt de geheime club van dr. Vellek om zo achter zijn verblijfplaats te komen. Maar hun missie wordt bedreigd wanneer een oude vijand wraak zoekt tegen Giorgio. |            |                          |              |                                       | |                   |  |
| 44 | 8          | Lazaretto                | Paul Holahan | Sean Cook                             | Costas Mandylor - Demetrius Abe Cohen - Griekse beveiliger Roy Kerry - verkoper Manny Marianakis - Nicholas                              | 1 oktober 2017    |  |
| De bemanning van de Nathan James infiltreert in de testcentrum van dr. Vellek. James Fletcher probeert ondertussen Giorgio op te zetten tegen zijn vader. |            |                          |              |                                       | |                   |  |
| 45 | 9          | Detect, Deceive, Destroy | Lukas Ettlin | Onalee Hunter Hughes Jill Blankenship | Persephone Apostolou - Nereus TAO Dennis Apergis - Proteus TAO Boyuen - Kenji Elena Evangelo - kapitein Maria Petrou Cupid Hayes - Razor | 8 oktober 2017    |  |
| Terwijl de Nathan James koers zet naar Malta om de verspreiding van het virus door dr. Vellek te stoppen, worden zij gedwongen om al hun verdedigingsmiddelen in te zetten tegen de aanvallen.                                                                                            |            |                          |              |                                       | |                   |  |
| 46 | 10         | Endgame                  | Peter Weller | Hiram Martinez Ira Parker             | Alessandra Bonetti - bewaker 1 Guido Cocomello - bewaker 2 Leo Georgallis - matroos HS Triton                                            | 8 oktober 2017    |  |
| Terwijl dr. Vellek zijn plan uitvoert willen Chandler en Slattery een riskante operatie uitvoeren om hem te stoppen om zo de wereld te redden. |            |                          |              |                                       | |                   |  |